# Coups d'État (film, 2006)
Pour les articles homonymes, voir Coup d'État (homonymie).
Pour plus de détails, voir Fiche technique et Distribution.
Coups d'État ou Dans la mire du pouvoir au Québec (Land of the Blind) est un film dramatique et politique britannique réalisé en 2006 par Robert Edwards.

## Synopsis
Les événements du film sont racontés a posteriori par Joe, prisonnier politique.
L'action se déroule dans le pays fictif d'Everycountry, qui est dirigé d’une main de fer par le président à vie Maximilian II. Le temps de l'intrigue est également fictif et comprend les années -5 à +25 (0 étant l'année de la révolution).
La torture, les exécutions et les viols sont le quotidien des habitants du pays.
Le dramaturge Thorne fonde le parti "Citoyens pour la démocratie et la justice", qui mène une lutte clandestine armée contre le système inhumain de Maximilian. Mais ses combattants sont aussi brutaux que les troupes gouvernementales et ne craignent pas de bombarder ou de mutiler des gens innocents.
Thorne est arrêté par la Police d’Etat. Joe est gardien de la prison et a la tâche de le surveiller. Mais il commence aussi à s'intéresser aux idées de Thorne, dont il devient ami. 
Plus tard, quand Joe est incorporé dans un mystérieux "Battalion 6" et est promu officier, les deux hommes restent en contact épistolaire.
Après la libération de Thorne, réclamé par le peuple, ils se revoient. Entre-temps, Joe s’est marié et il est devenu garde dans le palais présidentiel. Peu de temps après, Thorne prend d'assaut, avec la complicité de Joe, la résidence du président. Maximilian II et son épouse Joséphine sont surpris au milieu d’un jeu sexuel bizarre et ils sont abattus par Thorne après un procès sommaire.
Thorne prend le pouvoir et règne avec la même rigueur que son prédécesseur. Des camps de rééducation sont mis en place pour ses adversaires. La révolution n'a pas apporté la liberté ni la paix au pays.
Dans un premier temps, Joe est célébré comme un héros sur les affiches et à la télévision parce qu'il a permis la chute de Maximilian II. Cependant, il a des doutes sur la justesse de ses actions. Lorsqu'il refuse de prêter allégeance à Thorne, il est jeté en prison. Mais Joe résiste à toutes les tentatives de rééducation. Il ne reverra jamais sa femme et sa fille. 
Après deux décennies, le dictateur Thorne est assassiné dans son bain et Everycountry est gouverné par un neveu de Maximilian II. Mais même cela ne semble pas apporter une amélioration pour le peuple.
Joe reste en prison, maintenant il est accusé d'avoir aidé à renverser Maximilien II.
Dans la dernière séquence, Joe est assis dans sa cellule près de la machine à écrire, imaginant que sa fille, désormais adulte, viendrait lui rendre visite. Peu après, on peut voir la jeune femme pleurer dans un couloir - elle était vraiment en prison avec son père, qui ne l'avait même pas remarquée.

## Fiche technique
- Titre original : Land of the Blind
- Titre français : Coups d’État
- Titre québécois : Dans la mire du pouvoir
- Réalisation : Robert Edwards
- Scénario : Robert Edwards
- Image : Emmanuel Kadosh
- Montage : Ferne Pearlstein
- Distribution des rôles : Daniel Hubbard
- Création des décors : Mark Larkin
- Création des costumes : Phoebe De Gaye (Phoebe DeGaye)
- Musique originale : Guy Farley
- Chansons originales : Doug Edwards
- Direction artistique : Mike Stallion
- Décorateur de plateau : Judy Farr (Jude Farr)
- Production : Templar Films associé de Lucky 7 Productions et de Brooklyn Films
- Distributeur : Daniel Hubbard
- Format : 16.9 Couleur - 2.35 : 1 -Dolby Digital
- Pays d'origine :  Royaume-Uni
- Langue originale : anglais
- Dates de sortie :
- Durée : 110 min

## Distribution
- Ralph Fiennes (VQ : Benoît Gouin) : Joe
- Donald Sutherland (VQ : Vincent Davy) : Thorne
- Tom Hollander (VQ : Tristan Harvey) : Maximilian II
- Lara Flynn Boyle (VQ : Anne Bédard) : Première Dame
- Miranda Raison (VF : Clara Quilichini) : Daisy
- Marc Warren (VQ : Louis-Philippe Dandenault) : Pool
- Ron Cook (VQ : Jean-Marie Moncelet) : Doc
- Robert Daws (VQ : Daniel Lesourd) : Jones
- Laura Fraser (VQ : Geneviève Désilets) : Madeleine
- Jonathan Hyde (VQ : Pierre Chagnon) : Smith
- Camilla Rutherford (VQ : Camille Cyr-Desmarais) : Tania
- Matthew Marsh : Papa Max
- Dominic Coleman (VQ : Paul Sarrasin) : Comédien maigre
- George Potts (VQ : François Trudel) : Comédien gros
- Nigel Whitmey (en) (VQ : François Godin) : Journaliste
- Leigh Zimmerman (en) (VQ : Marika Lhoumeau) : Journaliste

## Autour du film
Coups d’État (Land of the Blind) fut présenté en première au Festival international du film de Rotterdam, et au gala d’ouverture du Human Rights Watch Film Festival de Londres en 2006.
Lors de sa première américaine il était en compétition au Festival du film de TriBeCa. Ce film a suscité de fortes réactions au cours de sa présentation, attaqué par la gauche et la droite, chacune d’entre elles se sentant critiquée.